# Cheryl Holdridge
Cheryl Holdridge, nata Cheryl Lynn Phelps (New Orleans, 20 giugno 1944 – Santa Monica, 6 gennaio 2009), è stata un'attrice statunitense.

## Filmografia parziale

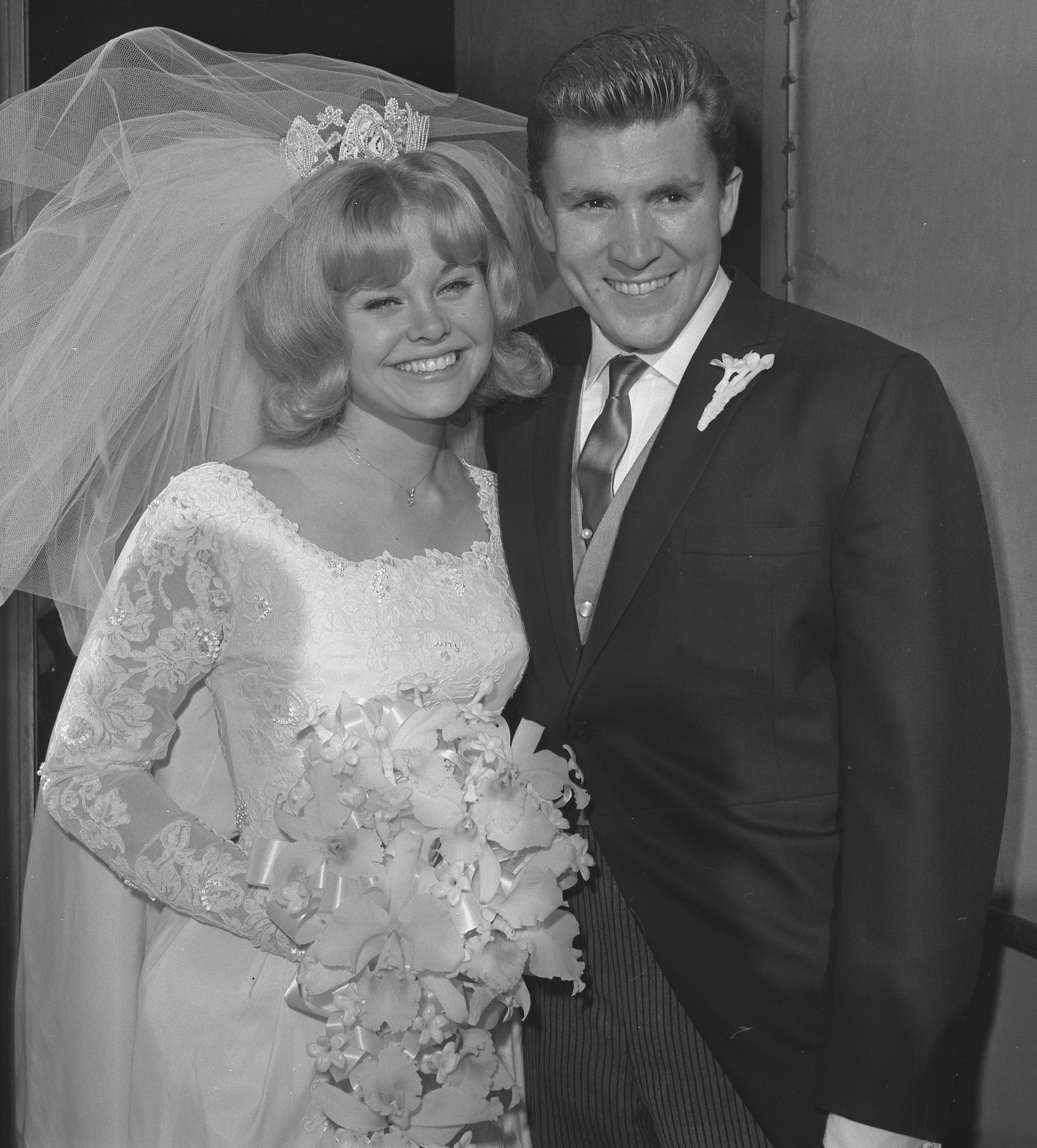
Cheryl Holdridge con il primo marito Lance Reventlow nel 1964

- Il club di Topolino (The Mickey Mouse Club) – serie TV, 230 episodi (1956-1958)
- Bachelor Father – serie TV, 4 episodi (1959-1961)
- The Adventures of Ozzie and Harriet – serie TV, 4 episodi (1961-1962)
- Il carissimo Billy (Leave It to Beaver) – serie TV, 8 episodi (1959-1963)
- Ripcord – serie TV, episodio 2x14 (1963)
- Mr. Novak – serie TV, episodio 1x19 (1964)
- Undicesima ora (The Eleventh Hour) – serie TV, 3 episodi (1963-1964)
- Io e i miei tre figli (My Three Sons) – serie TV, 3 episodi (1960-1964)
- Still the Beaver – serie TV, 2 episodi (1985, 1987)
- I Flintstones in Viva Rock Vegas (The Flintstones in Viva Rock Vegas) (2000)

## Vita privata
Dal 1964 al 1972 (morte del marito) è stata sposata con il pilota automobilistico Lance Reventlow. In seguito è stata sposata con Albert James Skarda (1974-1988, divorzio) e con Manning J. Post (1994-2000, morte del marito).